# 白朮散
白朮散，出自《傷寒雜病論》。

## 主治
妊娠，身有寒濕，或腹痛，或心煩心痛，不能飲食，其胎躍躍動者，宜養之。